# 王之猷
王之猷（1549年—1599年），字爾嘉，號栢峯，山東濟南府新城縣人，匠籍，明朝政治人物。

## 生平
隆庆四年（1570年）庚午科山東鄉試第六名，萬曆五年（1577年）中式丁丑科会试第一百三十七名，三甲157名進士。授平陽府推官。擢禮部主事，歷任禮部郎中，十七年六月升河南按察司副使、整饬潁州兵备，二十年六月升浙江布政司左參政，改河南參政、淮揚兵備道，二十六年十一月升浙江按察使。子王象恒，進士；王象復，廪生；王象鼎、王象豐、王象異，俱庠生。

## 家族
曾祖王伍；祖父王麟，曾任教授 贈戶部主事；父王重光，曾任布政司左參議 累贈鴻臚寺卿。母劉氏（累封太恭人）。慈侍下。兄王之翰，监生，封禮部郎中；王之垣，府尹；王之輔，知州；王之城，選贡生。弟王之栋。